# Weißenthurm
Weißenthurm – miasto w Niemczech, w kraju związkowym Nadrenia-Palatynat, w powiecie Mayen-Koblenz, siedziba gminy związkowej Weißenthurm. Miasto leży na lewym brzegu Renu, ok. 12 km na północny zachód od Koblencji. 

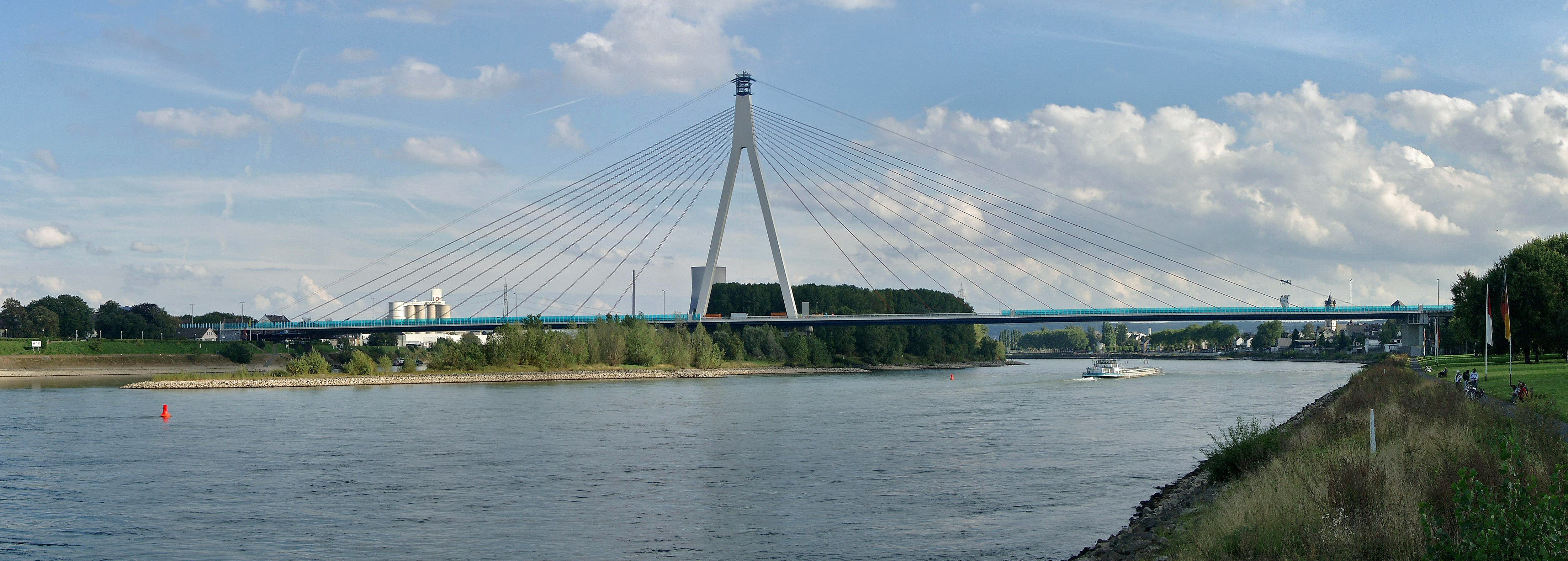
Most Raiffeisen między Neuwied i Weißenthurm